# Diego Dormer
Diego Dormer (Zaragoza, c. 1600 - c. 1673; fl. 1632 - 1673) fue un impresor español, uno de los tipógrafos más importantes de su época.

## Vida
Es poco lo que se conoce sobre su vida, a pesar de ser uno de los impresores más importantes del siglo XVII, actividad que comenzó en 1632. Además de impresor, editor, librero y tipógrafo, fue un importante promotor de la literatura y las artes en general. Se dejan de tener noticias suyas en 1673. Fue el fundador de una dinastía de impresores y a partir de 1674 sus publicaciones se realizaban bajo «Herederos de Diego Dormer». Se sabe que tuvo un hijo del mismo nombre que se trasladó a Valencia, donde se conocen impresiones suyas de 1694.
Sus talleres se encontraban inicialmente en la calle de la Cuchillería, pasa pasar a la calle de la Frenería Vieja y finalmente a la plaza de la Seo. El taller de Zaragoza se mantuvo a través de los herederos hasta el siglo XVIII, en el que se sabe que trabajaban para el Tribunal de la Inquisición.
Fue el impresor oficial de Zaragoza y del Hospital de Nuestra Señora de Gracia.

## Trabajo como impresor

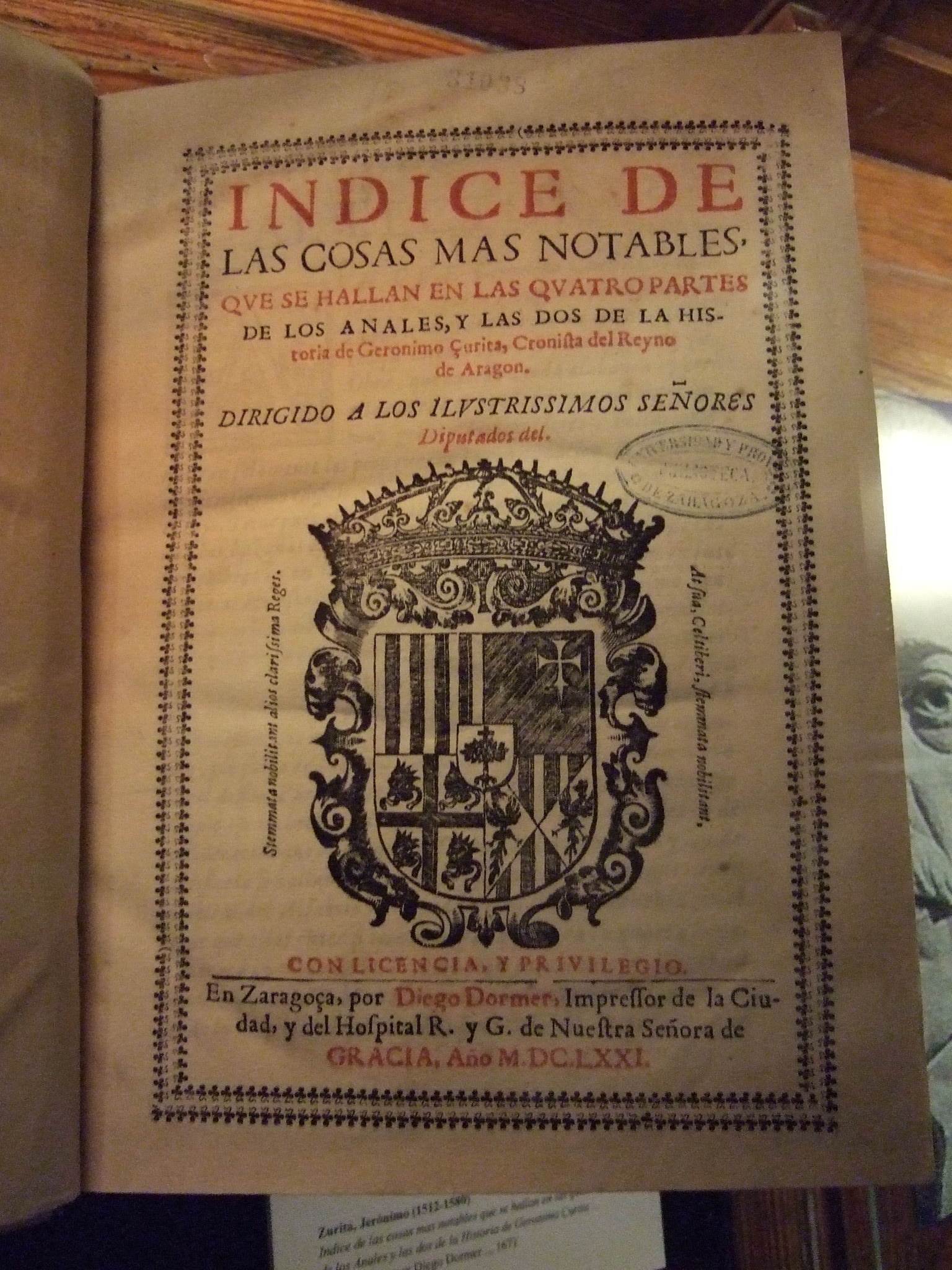
Indice de las cosas mas notables que se hallan en las quatro partes de los Anales y las dos de la Historia de Geronimo Çurita [...]

La mayoría del trabajo de Dormer consistió en obras de interés local, como Ordinaciones, Estatutos, Constituciones Sinodales y otras publicaciones que también formaban parte de su trabajo como impresor oficial. Su primer trabajo como impresor fue la Parte XXIX de las Comedias de Lope en 1632, hecho que permite entrever su interés por la literatura. Dormer mantendría su preferencia sobre temáticas de Aragón y las literarias, su trabajo fue muy variado, incluyendo la Instrucción de música sobre la guitarra española, de Gaspar Sanz, o libros de medicina.
- Parte XXIX de las Comedias de Lope (Lope de Vega, 1632)
- Aula de Dios, cartuxa real de Zaragoza (Dicastillo, 1637)
- Epítome de la vida y hechos de Pedro III el Grande (Castillo Solórzano, 1639)
- Coronaciones (Blancas, 1641)
- Forma de celebrar Cortes en Aragón (Martel, 1641)
- Diálogo de la verdadera honra militar (Gerónimo Ximénez de Urrea, 1642)
- Apología del Cristianismo (Tertuliano, 1644)
- Práctica judiciaria del reino de Aragón (Molinos, 1648)
- Cítara de Apolo y Parnaso en Aragón (Ambrosio Buendía, 1650)
- Parte XLIII de Comedias de diferentes autores (P. Escuer ed., 1650)
- Rimas del marqués de San Felices (Juan de Moncayo, 1652)
- Cátedra episcopal de Zaragoza en el templo del Salvador (Juan de Arruego, 1653)
- Filosofía moralizada cortesana, escrita en octosílabos (1664)
- Genio de la historia de fray Jerónimo de San José y Poema de Atalanta ex Hipómenes (Juan de Moncayo, 1656)
- Fueros de Aragón (1667)
- Anales de Aragón (Jerónimo Zurita, 1670-71)
- Ramillete de sainetes escogidos (1672)
- Historia de los hechos de don Juan de Austria en el principado de Cataluña (Francisco Fabro Bremudán, 1673)
- Flor de entremeses, bailes y loas escogidas de los mejores ingenios de España (1676)